# Eparchia chmielnicka (Patriarchat Moskiewski)
Eparchia chmielnicka – jedna z eparchii Ukraińskiego Kościoła Prawosławnego Patriarchatu Moskiewskiego. Jej stolicą jest miasto Chmielnicki. Jej obecnym biskupem ordynariuszem jest arcybiskup chmielnicki Wiktor (Kocaba). 

## Historia

Eparchia chmielnicka na tle podziału administracyjnego UKP PM

Eparchia powstała w 1990, wskutek podziału eparchii winnicko-chmielnickiej na dwie samodzielne. W momencie powstania obejmowała cały obszar obwodu chmielnickiego. 22 czerwca 1993 z jej terytorium została wyodrębniona eparchia kamieniecko-podolska. 31 maja 2007 w analogiczny sposób powstała eparchia szepetowska. Od tego momentu terytorium eparchii chmielnickiej obejmuje następujące rejony obwodu chmielnickiego: wołoczyski, derażniański, starokonstantynowski, chmielnicki, krasiłowski, latyczowski i starosieniawski.
Na początku XXI w. eparchia prowadziła 411 parafii, w których pracowało 280 duchownych. Trwają prace budowlane nad kolejnymi 150 cerkwiami. Funkcjonowały również 64 biblioteki prawosławne oraz 58 szkół niedzielnych. Liczbę wiernych szacowano wówczas na pół miliona. 
Na terenie eparchii działają cztery klasztory:
- monaster Ikony Matki Bożej „Życiodajne Źródło” w Zawałyjkach, żeński
- monaster Podwyższenia Krzyża Pańskiego w Nowym Czartorysku, męski
- monaster Narodzenia św. Jana Chrzciciela w Kalinowce, męski
- monaster Przemienienia Pańskiego w Hołowczencach, żeński